# Hydriomena argentata
Hydriomena argentata là một loài bướm đêm trong họ Geometridae.